# Fabrasia cubana
Fabrasia cubana is een keversoort uit de familie klopkevers (Ptinidae). De wetenschappelijke naam van de soort werd in 1988 gepubliceerd door Zayas.